# Mistrovství světa v ledním hokeji 2021 (Divize IV)
IV. divize Mistrovství světa v ledním hokeji 2021 se měla hrát od 8. března do 14. března 2021 v Biškeku v Kyrgyzstánu. 18. listopadu 2020 byl tento turnaj kvůli pandemii covidu-19 zrušen.

## Herní systém
V divizi IV mělo hrát 5 týmů. První tým měl postoupit do skupiny B III. divize.

## Účastníci
| Tým        | Kvalifikace                                                |
| ---------- | ---------------------------------------------------------- |
| Kuvajt     | 5. místo v Divizi III - skupině B 2019 a sestup            |
| Kyrgyzstán | Pořadatel, 6. místo v Divizi III - skupině B 2019 a sestup |
| Malajsie   | nováček turnaje                                            |
| Filipíny   | nováček turnaje                                            |
| Singapur   | nováček turnaje                                            |

### Výsledky
|  | Jeden tým postupující do skupiny B divize III |

### Tabulka
| Poř. | Tým        | Z | V | VP | PP | P | GV | GI | +/- | B |
| ---- | ---------- | - | - | -- | -- | - | -- | -- | --- | - |
| 1.   | Kuvajt     | 0 | 0 | 0  | 0  | 0 | 0  | 0  | 0   | 0 |
| 2.   | Kyrgyzstán | 0 | 0 | 0  | 0  | 0 | 0  | 0  | 0   | 0 |
| 3.   | Malajsie   | 0 | 0 | 0  | 0  | 0 | 0  | 0  | 0   | 0 |
| 4.   | Filipíny   | 0 | 0 | 0  | 0  | 0 | 0  | 0  | 0   | 0 |
| 5.   | Singapur   | 0 | 0 | 0  | 0  | 0 | 0  | 0  | 0   | 0 |